# Michael Lindgren
Michael ”Micke” Anders Lindgren, född 14 mars 1978 i S:t Johannes församling, Stockholm, är en svensk regissör, skådespelare, manusförfattare och producent.

## Bakgrund
Lindgren föddes i S:t Johannes församling, Stockholms stift, som son till Anders Lindgren (född 1946) och  Marie-Louise Margareta (1948–2018), född Murray. Vidare är han kusin till ishockeyspelaren Douglas Murray och dottersons dotterson till Otto Mannerfelt. Han växte upp på Lidingö. Som 10-åring spelade Lindgren rollen som den elake och ensamme Mårten Månsten i TV-serien Ebba och Didrik från 1990.

## Karriär
Efter ett uppehåll på 17 år från rutan syntes Lindgren 2007 i TV-serien Grotesco både som regissör och skådespelare, till exempel i sketchen "Du skall aldrig runka bulle". Innan dess var han med i filmen Darling. Han medverkade även i Våra vänners liv från 2010 där han spelar Folkes pappa. 2010 följde en ny säsong av Grotesco och 2011 regisserade Lindgren Kontoret, den svenska versionen av The Office. 
Lindgren gick i skola på Lidingö utanför Stockholm tillsammans med Henrik Dorsin och flera andra som medverkar i Grotesco. Sedan 2014 driver han Scalateatern i Stockholm tillsammans med Henrik Dorsin samt Conrad och Tova Nyqvist. Dorsin och Lindgren är teaterdirektörer medan paret Nyqvist står för maten på teatern.
Åren 2018–2019 var Lindgren producent av satirprogrammet Svenska nyheter som leddes av Jesper Rönndahl. År 2020 skrev Lindgren tillsammans med Andreas Grill, Jens Ganman, Björn Edgren och Stefan Wiik låten "Jag avskyr dig och allt du tror på". Låten framfördes av ett flertal kända opinionsbildare i Svenska nyheter, bland andra Peter Wolodarski, Göran Greider, Robert Aschberg, Chang Frick och Annika Strandhäll.
Andra program som Lindgren varit med och skapat och producerat på SVT är underhållningsprogrammet IFS – invandrare för svenskar och komediserien Herr Talman.
År 2020 släppte Lindgren filmen Berts dagbok, vilket var hans första egenregisserade långfilm. Samma år regisserade och spelade han sig själv i den Kristallen-vinnande humorserien Premiärdatum oklart, en serie han också skrev tillsammans med Björn Edgren.
Den 29 juni 2021 var Lindgren sommarvärd i P1.
År 2024 tilldelades han Expressens satirpris Ankan.

### DJ Trexx
DJ Trexx, Lindgrens mest kända alter ego, är en techno-DJ som skapades för en Grotesco-sketch, och framförde sången "Tingeling", pausnummer i Melodifestivalen 2009. Numret föranledde protester från Rysslands ambassad. Trexx sjöng också "A Union of Peace, Love and Bass" för att uppmärksamma Europaparlamentsvalet 2009. Enligt ett pressmeddelande kommer Trexx från Kroatien men är uppvuxen i Östberlin med piratkopierade techno-kassetter från väst.[källa behövs]

## Filmografi
- 1990 – Ebba och Didrik (TV-serie)
- 2000 – Mellanspel (kortfilm)
- 2007 – Darling
- 2007–2017 – Grotesco (TV-serie)
- 2010 – Våra vänners liv (TV-serie)
- 2012 – Kontoret (TV-serie)
- 2017 – Dröm vidare
- 2018–2019 – Svenska nyheter (TV-serie) (producent)
- 2018 – Andra åket (TV-serie)
- 2019 – Allt jag inte minns (TV-serie)
- 2019 – Panik i tomteverkstan (TV-serie)
- 2019 – Spies in Disguise (röst som Lance Sterling)
- 2020 – Berts dagbok
- 2020 – Premiärdatum oklart (TV-serie)
- 2024 – Jönssonligan kommer tillbaka
- 2025 – Lita på mig (TV-serie)

## Teater

### Roller (ej komplett)
| År   | Roll        | Produktion                                         | Regi      | Teater       |
| ---- | ----------- | -------------------------------------------------- | --------- | ------------ |
| 2015 | Medverkande | Grotesco på Scala – En näradödenrevy Henrik Dorsin | Anna Vnuk | Scalateatern |

### Regi (ej komplett)
| År   | Produktion | Upphovsmän    | Teater       |
| ---- | ---------- | ------------- | ------------ |
| 2021 | Scalarevyn | Henrik Dorsin | Scalateatern |